# MF59
MF59 ist ein Adjuvans, welches in der Arzneimittelherstellung als Aufnahmeverbesserer zur Wirkungssteigerung – z. B. bei Impfstoffen – eingesetzt wird. Es wurde in den 1990er Jahren von dem jetzt zum Novartis-Konzern gehörenden Pharmaunternehmen Ciba-Geigy und Chiron entwickelt, positive tierexperimentelle Daten wurden 1995 durch die Arbeit von Gary Ott und Kollegen publiziert.
Die Abkürzung MF leitet sich von „Mikrofluidisierung “ab. MF59 ist eine Öl-in-Wasser-Emulsion (Öltröpfchengröße ca. 160 nm), eine Dosis enthält als Bestandteile 9,75 mg Squalen, 1,175 mg oberflächenaktives Polysorbat 80 (Tween 80), 1,175 mg Sorbitantrioleat (Span 85), Natriumcitrat und Citronensäure. Die beiden letztgenannten Komponenten waren in der ersten Generation von MF nicht enthalten, sie bilden einen Citratpuffer, der die Stabilität erhöht (Formulierung „MF59C.1“). MF59 ähnelt daher AS03, was noch zusätzlich DL-α-Tocopherol (Vitamin E) enthält.
Nach Injektion wandern, durch das Adjuvans, mehr immunkompetente Zellen an die Injektionsstelle. Dadurch werden die Impf-Antigene effizienter aufgenommen und dann stärker in den Lymphknoten präsentiert. Dadurch werden schließlich mehr T- und B-Zellen aktiviert und die Produktion entsprechender Antikörper wird gesteigert. Das Adjuvans ist sicher und verträglich. MF59 ist ein stärkeres Adjuvans als aluminiumsalzhaltige Adjuvanzien, da es sowohl die Antikörperproduktion als auch eine T-Zellen vermittelte Immunantwort stimuliert. Im Gegensatz zur Emulsion lösen die einzelnen Komponenten keine Immunantwort aus.
Momentan wird MF59 in den Grippeimpfstoffen wie z. B. Fluad eingesetzt. Durch MF59 werden Patienten gegen neu gebildete Varianten der Influenzaviren besser geschützt.
Bei 2–8 °C ist MF59 für etwa 3 Jahre haltbar.